# Edmund Phelps

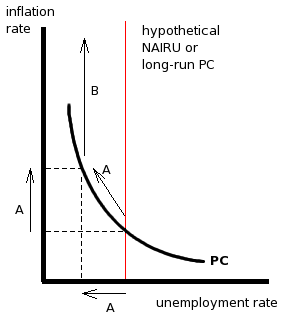
De Phillipscurve, een gangbaar economisch model in de jaren vijftig en jaren zestig, werd door Edmund Phelps onderuit gehaald

Edmund Strother Phelps (Evanston (Illinois), 26 juli 1933) is een Amerikaanse econoom die in 2006 de Prijs van de Zweedse Rijksbank voor economie kreeg.
Op 9 oktober 2006 kende de Zweedse Koninklijke Academie voor de Wetenschappen de Nobelprijs aan Phelps toe. De prijs werd op 10 december uitgereikt. Phelps hoefde de prijs met niemand te delen, zoals vaak gebruikelijk is, maar kreeg hem voor zich alleen. Dit was al sinds 1999 niet meer gebeurd.
"Het werk van Edmund Phelps heeft ons begrip van de verhouding tussen kortetermijn- en langetermijneffecten van economisch beleid verdiept. Zijn bijdragen hebben een beslissend effect gehad op economisch onderzoek en beleid," volgens de Koninklijke Academie voor de Wetenschappen.
Zijn belangrijkste bijdrage is om nuancering aan te brengen in het zogenaamde Phillipscurve-model uit de jaren vijftig. Dit simpele model veronderstelde dat inflatie en werkloosheid in direct verband met elkaar staan. Volgens Phelps moet ook rekening worden gehouden met het feit dat niet alle informatie voorhanden is. Hij formuleerde de expectations-augmented Phillips curve. Volgens dit model hangt de inflatie niet alleen af van werkloosheid maar ook van verwachtingen bij beleidsmakers over hoe de inflatie zich in de toekomst zal ontwikkelen.
Phelps is sinds 1982 professor aan de prestigieuze Columbia-universiteit in New York. Hij leidt ook het Center on Capitalism and Society aan diezelfde universiteit. Hoewel geboren in Evanston, in de buurt van Chicago, groeide hij op in Hastings-on-Hudson (New York). Hij behaalde zijn PhD-doktersgraad in 1959 aan de Yale-universiteit.